# Voyage, voyage
Voyage, voyage is een single van de Franse zangeres Desireless (alias: Claudie Fritsch-Mentrop). Het nummer werd in december 1986 eerst in thuisland Frankrijk en het Franstalige deel van Canada op single uitgebracht. In juli 1987 werd het nummer heruitgebracht in Frankrijk en de rest van Europa, Mexico en Japan.

## Achtergrond
Het nummer werd geschreven door Jean-Michel Rivat volledig in de Franse taal. De plaat werd een hit in een groot deel van Europa. In thuisland Frankrijk behaalde de plaat de 2e positie, in Duitsland, Noorwegen en Spanje werd de nummer 1-positie behaald. In de Eurochart Hot 100 werd de 20e positie bereikt en in het Verenigd Koninkrijk een bescheiden 53e positie in de UK Singles Chart.
In Nederland was de plaat op donderdag 30 juli 1987 TROS Paradeplaat op de befaamde donderdag op Radio 3 en werd mede hierdoor een hit in de destijds twee landelijke hitlijsten op de nationale publieke popzender. De plaat bereikte de 9e positie in de Nationale Hitparade Top 100 en de 11e positie in de Nederlandse Top 40. In de Europese hitlijst op Radio 3, de TROS Europarade, werd géén notering behaald, aangezien deze hitlijst op donderdag 25 juni 1987 voor de laatste keer werd uitgezonden.
In België bereikte de plaat de 19e positie in de voorloper van de Vlaamse Ultratop 50. In de Vlaamse Radio 2 Top 30 en in Wallonië werd géén notering behaald.
In de sinds december 1999 jaarlijks uitgezonden NPO Radio 2 Top 2000 van de Nederlandse publieke radiozender NPO Radio 2 stond de plaat uitsluitend in 2000 en 2001 in de lijst genoteerd, met als hoogste notering een 1586e positie in 2001.

## Hitnoteringen

### Nederlandse Top 40
| Nummer | 29 | 21 | 18 | 12 | 11 | 15 | 23 | 36 | uit |

### Nationale Hitparade Top 100
TROS Paradeplaat 30-07-1987 Radio 3
Hitnotering: 01-08-1987 t/m 17-10-1987. Hoogste notering: #9 (1 week). Aantal weken genoteerd: 12.

### NPO Radio 2 Top 2000
| Nummer met noteringen in de NPO Radio 2 Top 2000 | '00  | '01  |
| ------------------------------------------------ | ---- | ---- |
| Voyage, voyage                                   | 1699 | 1586 |

1. ↑  Een vetgedrukt getal geeft de hoogste notering aan.
2. ↑  2000 was het eerste jaar met een notering voor dit nummer.
3. ↑  Deze tabel is bijgewerkt tot en met de meest recente editie (2024).